# CASP8AP2
CASP8AP2‏ (Caspase 8 associated protein 2) هوَ بروتين يُشَفر بواسطة جين CASP8AP2 في الإنسان.